# Flavio Maestri
Flavio Francisco Maestri Andrade (ur. 21 stycznia 1973 w Limie) – peruwiański piłkarz najczęściej występujący na pozycji prawego, lewego lub środkowego napastnika. Od 2009 roku zawodnik Sportingu Cristal. Były reprezentant Peru. Jego pseudonimy to "El Flaco" (Chudy) i "El Tanque" (Czołg). Ośmiokrotny mistrz Peru i dwukrotny mistrz Chile, król strzelców Primera División Peruana w 1994 roku.

## Początki
Maestri w wieku 10 lat razem z ojcem poszedł na testy do Sportingu Cristal. Tamtejszy trener młodzieży, Alberto Gallardo, przyjął go do klubu. W wieku 16 lat podpisał pierwszy profesjonalny kontrakt ze Sportingiem.

## Kariera klubowa
W wieku 18 lat Flavio zadebiutował w swoim zespole w spotkaniu przeciwko San Agustín, a swoją pierwszą bramkę zdobył jeszcze w tym samym roku, w meczu z Hijos de Yurimaguas.
"El Flaco" był w Sportingu członkiem najlepszego wówczas zespołu w Peru i występował ze znanymi piłkarzami, takimi jak Roberto Palacios, Nolberto Solano, Julinho czy Jorge Soto. Z tym klubem 2 razy zdobył tytuł mistrzowski i jeden raz tytuł króla strzelców ligi.
Jego świetne występy przyciągnęły uwagę skautów Hércules CF, który zakontraktował piłkarza w 1996 roku. Po sezonie w Hiszpanii wrócił do Ameryki Południowej, aby reprezentować barwy chilijskiego Universidadu. Z Universidadem wywalczył 4 tytuły mistrza Chile.
W 2002 roku, po sześciu latach odpoczynku od ligi peruwiańskiej, Maestri wrócił do zespołu Sportingu. Stamtąd był wypożyczany do meksykańskiego San Luis i brazylijskiej Vitórii Salvador. Po powrocie z tego ostatniego klubu władze Sportingu postanowiły nie przedłużać kontraktu z piłkarzem.
W wieku 31 lat zatrudniła do stołeczna Alianza. Z nią trzykrotnie wywalczył tytuł mistrza Peru. W roku 2005 wypożyczono go do beniaminka drugiej ligi chińskiej – Shanghai Jiucheng. Trzy lata później, również na zasadzie wypożyczenia, zasilił peruwiański zespół Sport Boys, tam jednak nie grał dużo z powodu kontuzji.
W 2009 roku powrócił do klubu, z którym święcił największe sukcesy, czyli Sportingu Cristal.

## Kariera reprezentacyjna
Między 1991 a 2007 rokiem Flavio był regularnie powoływany do reprezentacji Peru. W jej barwach wystąpił w turniejach takich jak Copa América 1991, Copa América 1993, Copa América 1997, Copa América 1999 i Copa América 2004. Ogółem w kadrze narodowej zaliczył 57 spotkań i 11 goli.

## Osiągnięcia
- Sporting Cristal
  - Mistrz Peru: Apertura 1994, Descentralizado 1994, Descentralizado 1995, Descentralizado 1996, Descentralizado 2003
- Universidad de Chile
  - Mistrz Chile: 1999, 2000
  - Zdobywca Copa Chile: 1998, 2000
- Alianza Lima
  - Mistrz Peru: Descentralizado 2004, Apertura 2006, Descentralizado 2006